# Biserica Adormirea Maicii Domnului din Bârsești
Biserica „Adormirea Maicii Domnului” este un monument istoric aflat pe teritoriul satului Bârsești, comuna Budești. 

## Istoric și trăsături
Biserica parohială cu hramul „Adormirea Maicii Domnului” din satul Bârsești, comuna Budești, județul Vâlcea, a fost construită în anul 1817, de către Diaconul Stanciu și Popa Duda, după ce la 1815, bisericuța din lemn, situată mai la nord, a fost mistuită de un incendiu.
Are formă de navă, cu absida poligonală decroșată și un pridvor zidit adăugat ulterior, cu turlă peste naos și 
clopotniță peste pridvor, ambele din lemn. Naosul și pronaosul sunt despărțite printr-un zid străpuns de o deschidere centrală și de două ferestre mici arcuite.
În decursul vremii a suferit numeroase transformări: în anul 1883 a fost adăugat pridvorul, a fost construită turla peste naos și clopotnița, s-a zugrăvit din nou cu vopsea în ulei peste pictura în frescă. În anul 1923 s-a înnoit pictura în tempera de către pictorul Costică Popescu din Bujoreni. Picturile de la 1883 și 1923 ce au acoperit pictura originală au fost de calitate inferioară.
Importante lucrări de consolidare, restaurare și înfrumusețare s-au efectuat începând cu anul 2009, odată cu instalarea unui nou preot paroh: înlocuirea acoperișului, tencuieli exterioare, îndepărtarea picturilor în ulei, cele două straturi aplicate în 1883 și 1923, conservarea și restaurarea picturii murale originale executată în frescă, conform documentației aprobate de Ministerul Culturii și Cultelor și avizului Comisiei de pictură bisericească. În curte a fost ridicat un așezământ social-pastoral cu hramul „Sfântul Cuvios Antonie de la Iezer”.
Biserica a fost resfințită în data de 6 octombrie 2013 de Gherasim Cristea, Arhiepiscopul Râmnicului și  episcopul vicar Emilian Lovișteanul, înconjurați de un sobor de preoți și diaconi.

## Imagini

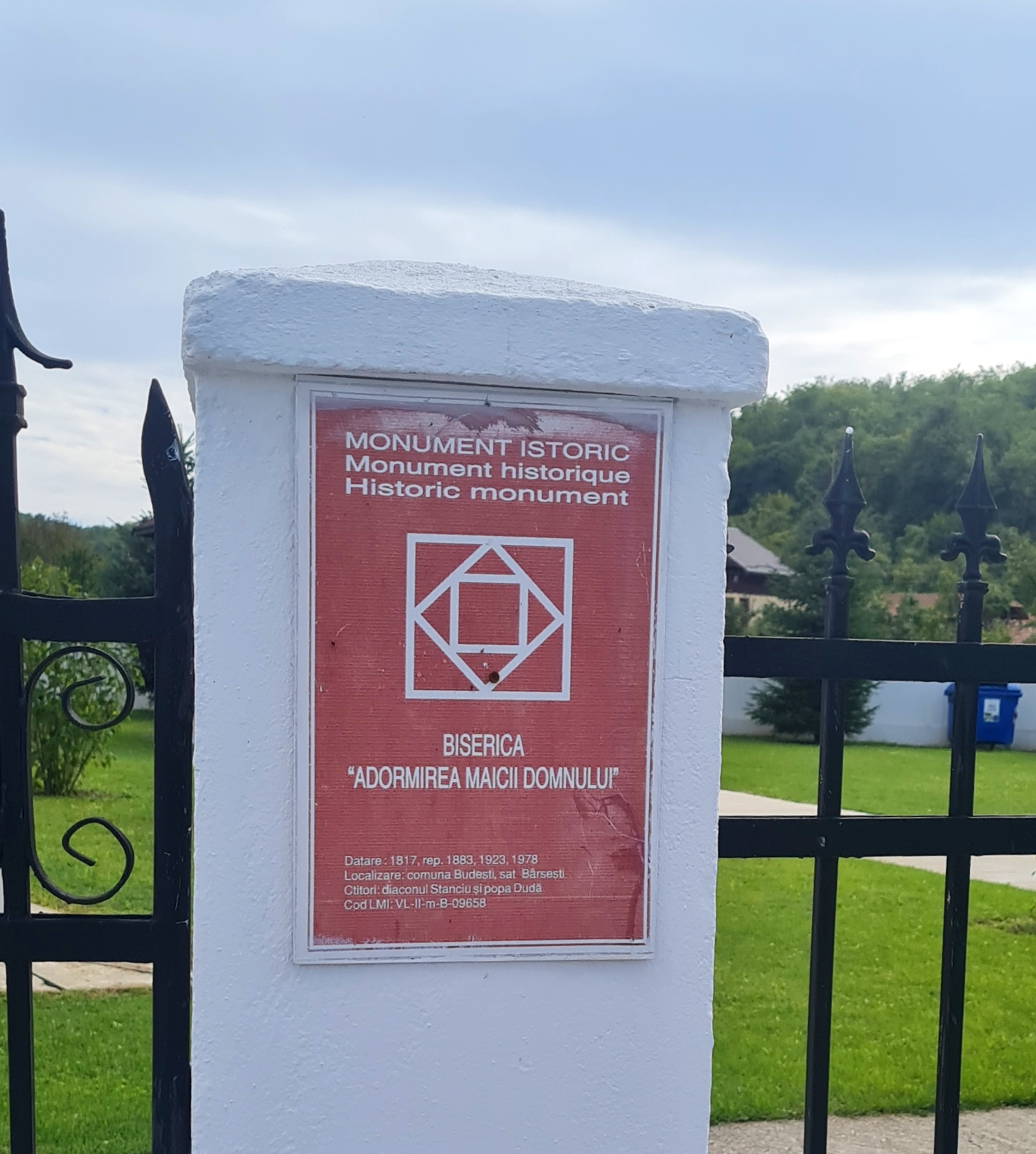
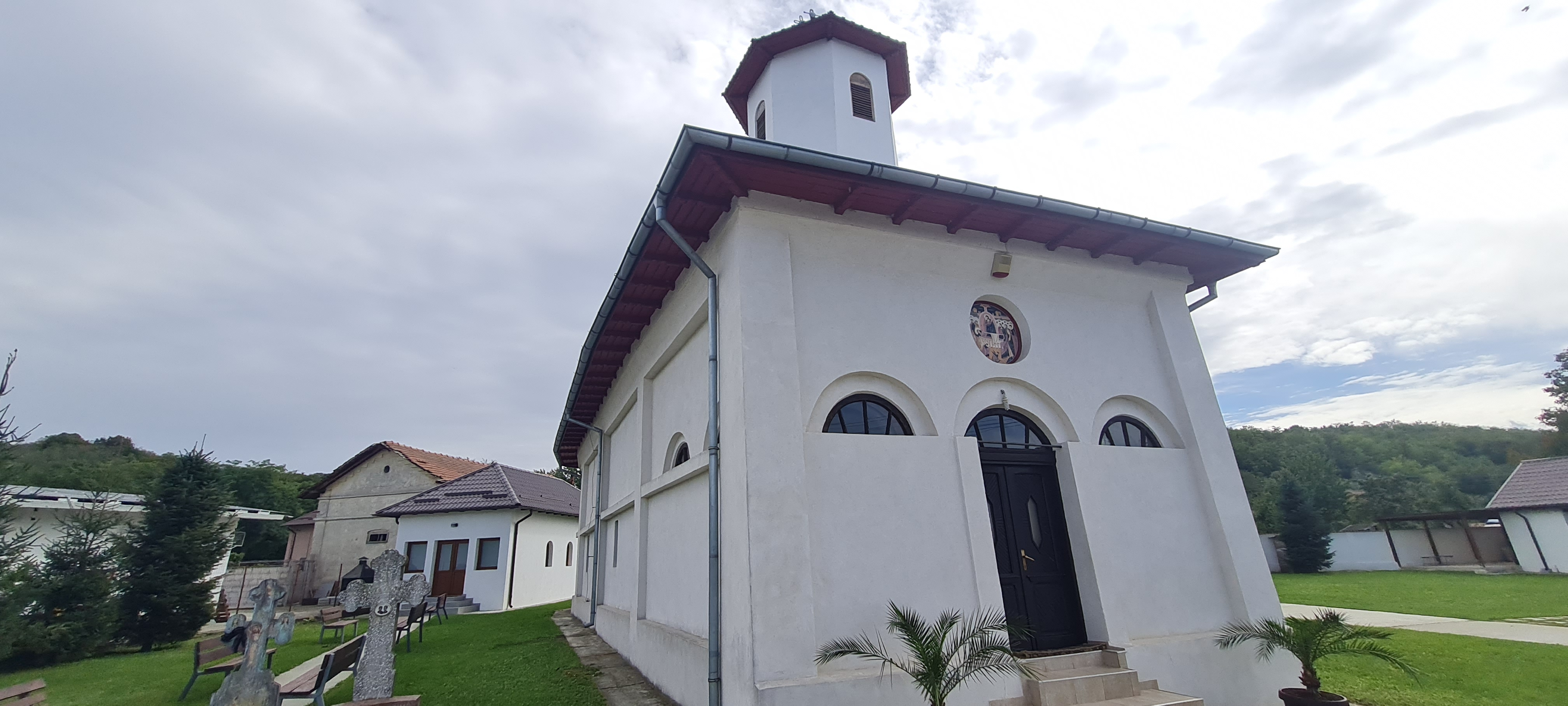
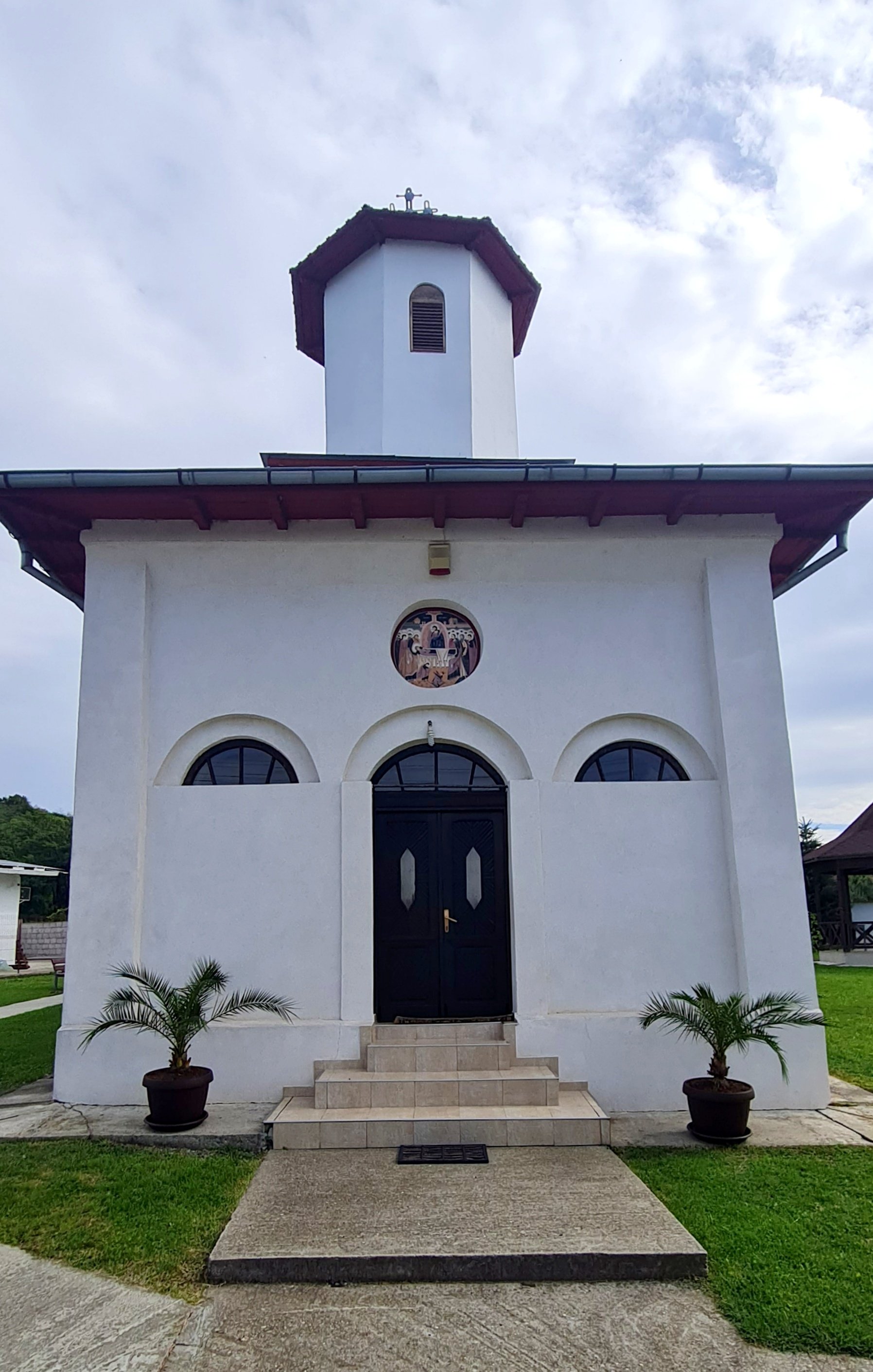
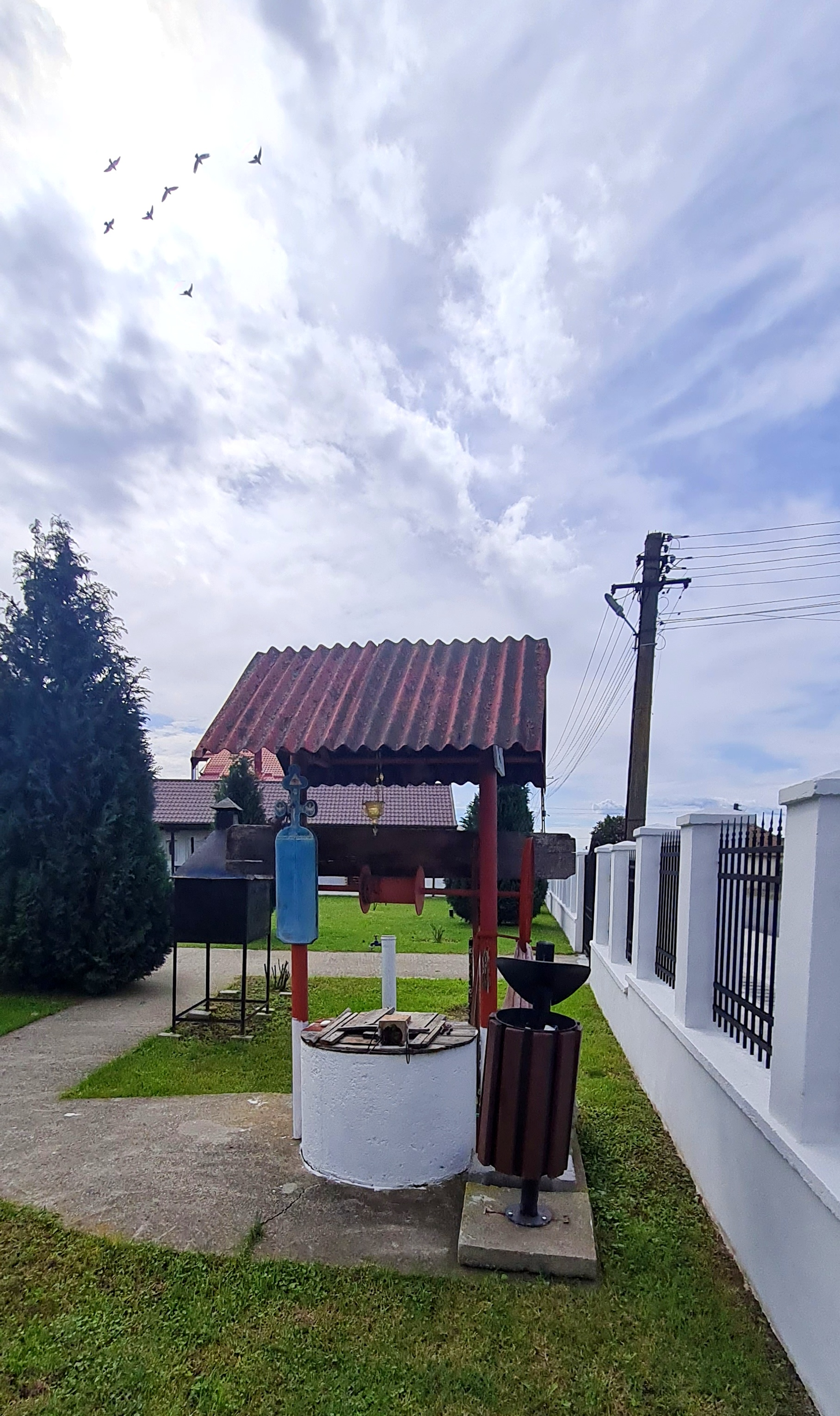
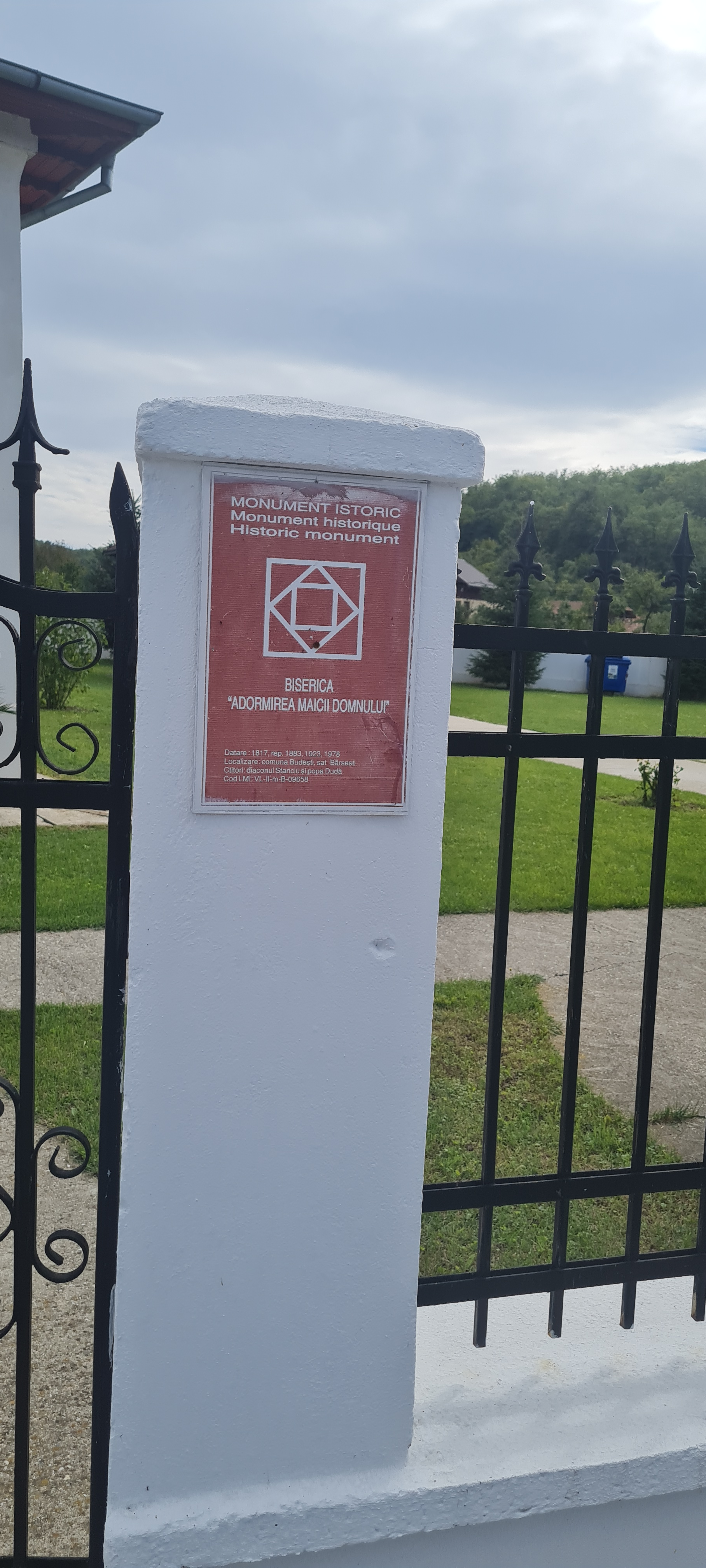